# فانيمكولم 2
فانيمكولم 2 (بالإنجليزية: Vaniyamkulam-II)‏ هي منطقة سكنية تقع في الهند في كيرلا. يقدر عدد سكانها بـ 15,094 نسمة .